# Partecipanti al Tour de France 1934
Qui di seguito viene riportato l'elenco dei partecipanti al Tour de France 1934. Partirono da Parigi 60 corridori e giunsero sul medesimo traguardo in 39.

## Corridori per squadra
Nota: R ritirato, NP non partito, FT fuori tempo massimo
| Belgio           | Belgio             | Belgio           | Germania    | Germania           | Germania    | Cicloturisti | Cicloturisti       | Cicloturisti |
| ---------------- | ------------------ | ---------------- | ----------- | ------------------ | ----------- | ------------ | ------------------ | ------------ |
| 1                | Gaston Rebry       | R 2ª             | 25          | Kurt Stöpel        | 22º         | 109          | Léon Level         | 21º          |
| 2                | Alfons Schepers    | R 6ª             | 26          | Ludwig Geyer       | 7º          | 110          | Jean Bidot         | 35º          |
| 3                | Louis Hardiquest   | R 6ª             | 27          | Hermann Buse       | R 18ª       | 111          | Sylvain Marcaillou | 34º          |
| 4                | Romain Maes        | R 10ª            | 28          | Willi Kutschbach   | 37º         | 112          | Gabriel Viratelle  | R 8ª         |
| 5                | Frans Bonduel      | 18º              | 29          | Rudolf Wolke       | R 8ª        | 113          | Marcel Renaud      | 28º          |
| 6                | Edgard De Caluwé   | R 18ª            | 30          | Kurt Nitschke      | R 1ª        | 114          | Eugène Le Goff     | R 3ª         |
| 7                | Frans Dictus       | R 6ª             | 31          | Rudolf Risch       | 38º         | 115          | Yves Le Goff       | 33º          |
| 8                | Romain Gijssels    | 32º              | 32          | Bruno Wolke        | R 8ª        | 116          | Gaspar Rinaldi     | R 1ª         |
| Italia           | Italia             | Italia           | Francia     | Francia            | Francia     | 117          | Vincent Salazard   | 27º          |
| 9                | Giuseppe Martano   | 2º               | 33          | Georges Speicher   | 11º         | 118          | Fabien Galateau    | 36º          |
| 10               | Eugenio Gestri     | 14º              | 34          | Roger Lapébie      | 3º          | 119          | Pierre Pastorelli  | R 13ª        |
| 11               | Antonio Folco      | 39º              | 35          | Raymond Louviot    | 12º         | 120          | Adrien Buttafocchi | R 2ª         |
| 12               | Giovanni Gotti     | 24º              | 36          | Antonin Magne      | 1º          |              |                    |              |
| 13               | Giovanni Cazzulani | 16º              | 37          | Charles Pélissier  | R 6ª        |              |                    |              |
| 14               | Vasco Bergamaschi  | R 7ª             | 38          | René Vietto        | 5º          |              |                    |              |
| 15               | Adriano Vignoli    | 15º              | 39          | René Le Grevès     | 25º         |              |                    |              |
| 16               | Raffaele Di Paco   | R 2ª             | 40          | Maurice Archambaud | R 5ª        |              |                    |              |
| Svizzera/ Spagna | Svizzera/ Spagna   | Svizzera/ Spagna | Individuali | Individuali        | Individuali |              |                    |              |
| 17               | Albert Büchi       | 17º              | 101         | Jean Wauters       | 31º         |              |                    |              |
| 18               | Walter Blattmann   | R 2ª             | 102         | Sylvère Maes       | 8º          |              |                    |              |
| 19               | Kurt Stettler      | R 12ª            | 103         | Théo Herckenrath   | 26º         |              |                    |              |
| 20               | August Erne        | 20º              | 104         | Félicien Vervaecke | 4º          |              |                    |              |
| 21               | Vicente Trueba     | 10º              | 105         | Ambrogio Morelli   | 6º          |              |                    |              |
| 22               | Luciano Montero    | R 2ª             | 106         | Ettore Meini       | 29º         |              |                    |              |
| 23               | Mariano Cañardo    | 9º               | 107         | Dante Franzil      | 23º         |              |                    |              |
| 24               | Federico Ezquerra  | 19º              | 108         | Edoardo Molinar    | 13º         |              |                    |              |

## Corridori per nazionalità
| Numero ciclisti | Nazione          |
| --------------- | ---------------- |
| 20              | Francia          |
| 12              | Belgio, Italia   |
| 8               | Germania         |
| 4               | Spagna, Svizzera |